# Ратиани, Ирма
Ирма Ратиани  (груз. ირმა რატიანი) (род. 19 июля 1967, Тбилиси, Грузинская ССР, СССР) ― грузинский теоретик литературы и переводчик, доктор филологических наук, профессор Тбилисского государственного университета (с 2006). Заведующая кафедрой общего и сравнительного литературоведения, директор Института грузинской литературы имени Шота Руставели, главный редактор ежегодных научных журналов «Sjani» (Мысли) и «LitInfo», член ряда международных научных организаций и ассоциаций.

## Биография
Ирма Ратиани родилась 19 июля 1967 года в Тбилиси, Грузинская ССР.
В 1989 году окончила Тбилисский государственный университет по специальности «Теория литературы». В 1992 году получила степень кандидата филологических наук в Тбилисском государственном университете, а в 2003 году — доктора филологических наук.
В 2004-2006 годах была заведующей кафедрой теории литературы Института грузинской литературы имени Шота Руставели. С 2006 года по настоящее время работает директором этого института. С 2006 года по настоящее время заведует кафедрой общего и сравнительного литературоведения Тбилисского государственного университета.
В 1997–1998 и 2002 годах получала стипендию Японского общества содействия развитию науки JSPS и работала на факультете языка и культуры Университета Осаки (Япония). В 2005 году получила стипендию Госдепартамента США в рамках партнерской программы университетов и была приглашенным научным сотрудником в Институте Центральной Азии и Кавказа и Университете Джонса Хопкинса. В 2006 году получила стипендию DAAD и работала в Саарском университете на факультете общего и сравнительного литературоведения. В 2010 году Ирма Ратиани получила стипендию Кембриджского университета.

## Научная деятельность
Основная область научных интересов: теория литературы, общее и сравнительное литературоведение в широком культурном контексте; анализ различных литературных жанров и направлений, литературных школ и образований в рамках международных культурных и литературных процессов с использованием современных методологий и подходов; пересмотр и анализ литературных процессов советского и постсоветского периода.
Автор нескольких монографий, книг, учебников и более 80 научных статей. В 2008 году Ирма Ратиани опубликовала «100 стихов из старой Японии», переведенных с японского на грузинский язык.

## Награды
- 2019 ― литературная премия Сагурамо за литературную критику
- 2013 ― Президентский орден «Сияние»
- 2013 ― Орден Почета имени Тараса Шевченко
- 2012 ―  премия Григола Кикнадзе за лучшую монографию

### Монографии
- Текст и хронотоп. Тбилиси, Издательство Тбилисского университета, 2010 г.
- Хронотоп в прозе Ильи Чавчавадзе. Разбор пяти работ. Тбилиси, Универсальный издательский дом, 2006 г.
- Хронотоп в антиутопическом романе. За истолкование эсхатологической антиутопии. Тбилиси, Издательство Тбилисского университета, 2005 г.

### Научные книги и учебники
- Тоталитаризм и литературный дискурс: опыт двадцатого века, Кембридж, Cambridge Scientific Publishing, 2012 (соавтор и редактор)
- Грузинская литература XVI-XVIII веков. На перекрестке восточных и западных культурно-литературных процессов. Тбилиси, Универсальное издательство, 2012 (соавтор и редактор)
- Введение в литературоведение, Тбилиси, GCLA Press, 2012 (соавтор и редактор)
- Сюжет и рассказ. Тбилиси, Издательство Института литературы, 2011
- Теория жанра. Тбилиси, Издательство Института литературы, 2009 г.
- Литературная теория. Основные методологические концепции и течения XX века. - Тбилиси, Издательство Института грузинской литературы им. Шота Руставели, 2008 г. (соавтор и редактор)

### Художественный перевод с комментариями
- Сто древних японских стихов. Тбилиси, Издательство Сиеста, 2008 г.

### Публицистика
- Японские блоги. Тбилиси, Издательство Саари, 2000 г.
- Японский дневник. – Издательство «Сервис», 2002